# يوهان كريستوف بورجيل
يوهان كريستوف بورجيل بالألمانية (Johann ChristophBürgel) هو عالم إسلامي ومؤرخ ألماني من مواليد 16 سبتمبر 1931م في غوتسبيرغ، مقاطعة فالدنبورغ شليز .

## مساره العلمي
من عام 1954م إلى عام 1960م درس الدراسات الإسلامية في فرانكفورت أم ماين وأنقرة وبون وغوتنغن ( دكتور فيل في 14 ديسمبر 1960م). ومن عام 1965م إلى عام 1969م كان مساعداً في ندوة الدراسات العربية في غوتنغن. بعد الانتهاء من تأهيله في عام 1968م، أصبح أستاذًا متفرغًا في جامعة برن من عام 1970م إلى عام 1995م.

## أعماله
- القرص ساذج، قصيدة من العصور الوسطى الفارسية. جيم ساكون (محرر). روما 2006م .
- اندفاع الحب وموت الحب في الشعر الإسلامي من القرن السابع إلى القرن الخامس عشر. شتوتغارت 2013م .
- جزر الأمل قصائد غاسل، هايكوس، فورتسبورغ 2013م .
- الحياة الطبية والفكر في العصور الوسطى العربية. ليدن 2016م .
- القدرة المطلقة والجبروت، الدين والعالم في الإسلام مع المقدمة الحالية، برلين 2017م .

## روابط الويب
- hls-dhs-dss.ch
- islam-akademie.de